# Reváňske sedlo
Reváňske sedlo (1184 m n.p.m.) – płytka, szeroka przełęcz w głównym grzbiecie Małej Fatry na Słowacji.

## Położenie
Leży w tzw. Luczańskiej części Małej Fatry, na jej samym południowym krańcu, pomiędzy szczytem Revánia (1205 m n.p.m.) na południu a masywem Kľaku (1352 m n.p.m.) na północy, ok. 400 m na północ od tego pierwszego. Jest pierwszą (licząc od południa) nazwaną przełęczą w głównym grzbiecie Małej Fatry. Od strony zachodniej stok podchodzący pod przełęcz jest cały zarośnięty lasem, natomiast w kierunku wschodnim, ku dolinie Vrícy, opada ciąg polan, oferujących widok na górną część Długiej doliny  i wznoszący się w jej perspektywie łańcuch Wielkiej Fatry.

## Turystyka
Z Przełęczy Faczkowskiej na Reváňske sedlo wyprowadza żółto  znakowany szlak turystyczny, który biegnie następnie na szczyt  Kľaku. Z tego względu Reváňske sedlo jest bardzo często odwiedzane przez turystów.